# Lollius laevis
Lollius laevis är en insektsart som först beskrevs av Walker 1870.  Lollius laevis ingår i släktet Lollius och familjen sköldstritar. Inga underarter finns listade i Catalogue of Life.